# Co Rentmeester

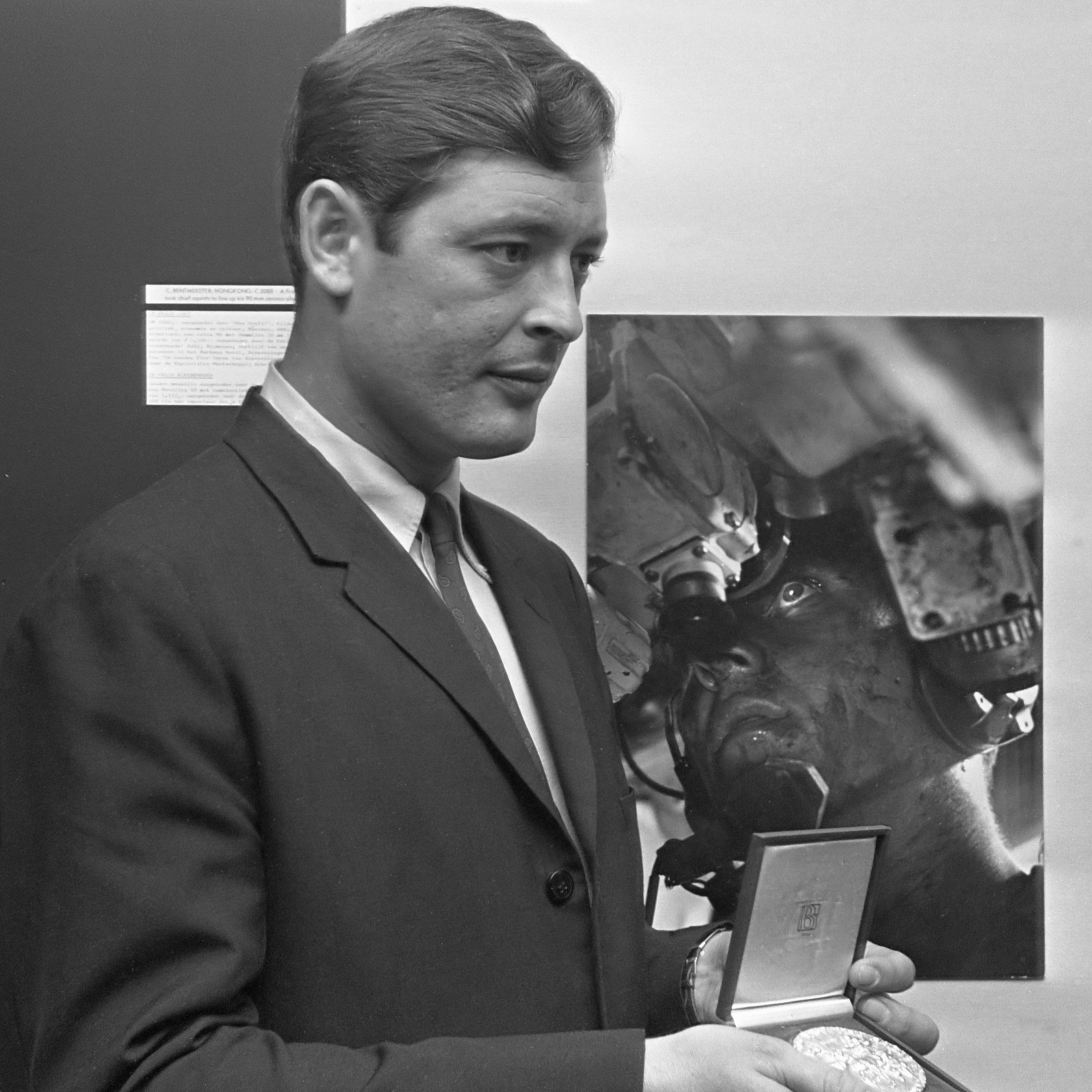
Rentmeester vor seinem Foto, das 1967 zum Pressefoto des Jahres gewählt wurde

Jakobus Willem „Co“ Rentmeester (auch Ko Rentmeester; * 28. Februar 1936 in Amsterdam) ist ein niederländischer Ruderer und Fotojournalist.

## Leben und Wirken
Rentmeester wurde zunächst als Ruderer bekannt. Gemeinsam mit Peter Bakker belegte er bei den Ruder-Europameisterschaften 1959 im französischen Mâcon den 3. Platz. Danach gehörte er zum Olympischen Team der Niederlande bei den Olympischen Spielen 1960 in Rom. Anfang der 1960er Jahre emigrierte er in die USA, um dort am Art Center College of Design in Los Angeles Fotografie zu studieren. In den folgenden Jahren wurde er als Fotojournalist bekannt.
Nach seinem Bachelor-Abschluss in Kunstwissenschaften für Fotografie begann er 1965 als freier Fotograf für das Life-Magazin zu arbeiten. Sein erster Auftrag war es, über den Watts-Aufruhr in Los Angeles zu berichten. Rentmeester war es gelungen einige der besonders dramatischen Momente des Aufstandes zu fotografieren, was ihm große Anerkennung einbrachte.
Zwischen 1966 und 1969 war in Asien, um hier in erster Linie über den Vietnamkrieg zu berichten. Es gelang ihm, einige besondere Bilder für die westlichen Medien zu fotografieren. Sein Foto eines durch die Zielvorrichtung blickenden M48-Kommandanten wurde als Pressefoto des Jahres 1967 ausgezeichnet. Rentmeesters Bild war das erste Farbfoto, das diese Auszeichnung erhielt. Nachdem er in der Nähe von Saigon durch einen vietnamesischen Scharfschützen verwundet wurde, kehrte er in die USA zurück. 1972 wurden seine Bilder aus Indonesien im Van Gogh Museum in Amsterdam ausgestellt.
In den folgenden Jahren bekam er immer wieder Aufträge führender Magazine aus den USA. Co Rentmeester ist vor allem für seine Laufbahn als Fotojournalist bekannt. Ein großer Teil seiner fotografischen Arbeit bezieht sich aber auch auf die Werbefotografie, er drehte Werbespots für das Fernsehen und Kino.
Heute experimentiert er mit der modernen digitalen Technik und macht sich die Bildbearbeitungssoftware zunutze, um seine Fotos dadurch aufzuwerten und ihre Wirkung zu verstärken.

## Auszeichnungen
- 1968: Pressefoto des Jahres 1967 („World Photo Foundation“)
- 1972: gewann er die Auszeichnung für den „Magazin-Fotografen“ und für das beste Sport-Foto, die von der „World Press Photo Foundation“ verliehen wurde.
- 1976: gewann er die Auszeichnung des „New York Art Directors Club“ für seinen Fotoessay über Thomas Jefferson im Auftrag der Exxon Corporation.
- 1979: wurde er in Holland von der „World Press Photo Foundation“ für eine Farb-Fotoreportage über das Rennsegeln in Marokko, das in der Sahara ausgetragen wird, ausgezeichnet.
- 1980: bekam er die Auszeichnung der Universität für Journalismus in Missouri für einen Essay über die U.S. Air Force.

Es folgen diverse Auszeichnungen, zuletzt wurde Rentmeester 2001 mit dem „KLM Paul Huf Award“ ausgezeichnet.

## Veröffentlichungen
- „Three Faces of Indonesia“, 1974, Verlag Thames & Hudson Ltd.
- „Holland on Ice“, 1998, First Edition.